# Xenistius peruanus
Xenistius peruanus är en fiskart som beskrevs av Hildebrand, 1946. Xenistius peruanus ingår i släktet Xenistius och familjen Haemulidae. Inga underarter finns listade i Catalogue of Life.